# صن - مي هوانغ (روائية)
صن - مي هوانغ Hwang Sun-mi (مواليد 1963) هي مؤلفة وروائية وأستاذة من كوريا الجنوبية اشتهرت بروايتها الشهيرة الدجاجة التي حلمت بالطيران، والتي تم تحويلها أيضًا إلى فيلم الرسوم المتحركة الناجح في كوريا الجنوبية ليافيت، دجاجة في البرية .

## حياتها
ولدت هوانج عام 1963 لتكون الثانية من بين خمسة أطفال، ولم تتمكن من الالتحاق بالمدرسة المتوسطة بسبب الفقر الذ عانت منه عائلتها، ولكن بفضل المعلم الذي أعطاها مفتاح الفصل الدراسي، كان بإمكانها الذهاب إلى المدرسة وقراءة الكتب متى شاءت. التحقت بالمدرسة الثانوية من خلال اجتياز امتحان الشهادة وتخرجت من أقسام الكتابة الإبداعية في معهد سيول للفنون وجامعة غوانغجو، ومن كلية الدراسات العليا في جامعة تشونغ أنغ. تعيش في العاصمة سيول في كوريا الجنوبية.
تعمل هوانج أستاذ مساعد في كلية الآداب في معهد سيول للفنون. بدأت مهنة هوانج ككاتبة في عام 1995، ومنذ ذلك الحين نشرت ما يقرب من 30 كتابًا في مختلف الأنواع. اشتهرت بعملها الدجاجة التي حلمت بالطيران The Hen Who Dreamed She Can Fly ، والذي تم تحويله أيضًا إلى فيلم حطم سجلات شباك التذاكر الكورية لأفلام الرسوم المتحركة، وحقق ما يقرب من 7 مليار وون في أول شهر من إصداره.

## اعمالها
عند نشرها في عام 2000، روايتها الشهيرة الدجاجة التي حلمت بالطيران أصبحت فورا الوراية الكلاسيكية، وظلت مدرجة في قوائم أكثر الكتب مبيعًا لمدة عشر سنوات، وبيعت أكثر من مليوني نسخة وألهمت فيلم الرسوم المتحركة الأعلى ربحًا في التاريخ الكوري. كما تم تكييفها في كتاب فكاهي ومسرحية وموسيقى وترجمت إلى 27 لغة. قالت الكاتبة في مقابلة إنها استندت في كتابها إلى حياة والدها المزارع، تلك الحياة الحزينة ووالمليئة بالمكافحة.
يتناول عمل هوانج التقاطعات بين التقاليد والحداثة، والبيئة والبحث عن الحرية. اشتهرت بعملها الخيالي وحصلت على عدة جوائز منها:
- جائزة SBS Media Literary Award (2001)
- جائزة Sejong Children's Literature رقم 36 (2003).[1]

## الجوائز
- 1995: جائزة نونغ مين للأدب [6][7]
- 1997: جائزة تاملا الأدبية
- 2001: جائزة SBS Media Literary
- 2003: جائزة سيجونغ لأدب الأطفال [8]
- 2012: أفضل كتاب في العام في بولندا

## أعمال مترجمة
- الدجاجة التي حلمت الطيران: رواية ، ترجمة تشي يونغ كيم (كتب بينجوين، 2013) [9][10]
- الكلب الذي تجرأ على الحلم ، ترجمة تشي يونغ كيم (أباكوس، 2016) [11]

## أعمالباللغة الكورية(بشكل جزئي)
- الدجاجة التي حلمت أنها تستطيع الطيران ((هانغل: 마당을 나온 암탉)).
- في البستان ((هانغل: 과수원을 점령하라)). باجو: ساكيجول، 2003.53187226OCLC 53187226 .
- الأصدقاء في وادي شروق الشمس (2002، ساكيجول)
- ملصقات الولد السيئة (هانغل: 나쁜 어린이 표) ((هانغل: 나쁜 어린이 표)). Woongjin Junior ، 1999 بيعت الحقوق إلى ألمانيا وتايوان وإندونيسيا.
- تمت دعوة الأصدقاء (2001، Woongjing Junior ، حقوق بيعت إلى تايوان وإندونيسيا)
- سر أنا فخور (2001، ChangBi)
- يوم إخفاء مذكراتي (2003، Woongjin Junior)
- الكلب الأزرق المشعر (2005)
- فرحة كتابة كتب الأطفال (2006، ساكيجول): كتاب نظريات حول كتابة كتب الأطفال
- منزل بينبول حيث تبقى الرياح (2010)

## الروابط الخارجية
- يمكن العثور على مقابلة مع المؤلف (باللغتين الكورية والإنجليزية) هنا
- قائمة كتبها باللغة الكورية